# Sergy (Aisne)
Sergy egy település Franciaországban, Aisne megyében. Lakosainak száma 137 fő (2022. január 1.). Sergy Cierges, Coulonges-Cohan, Fresnes-en-Tardenois, Seringes-et-Nesles és Villers-sur-Fère községekkel határos.

## Népesség
A település népessége az elmúlt években az alábbi módon változott:
| Lakosok száma | 142  | 125  | 134  | 155  | 160  | 157  | 151  | 142  | 141  | 137  |
|               | 1968 | 1982 | 1990 | 2006 | 2013 | 2015 | 2017 | 2019 | 2020 | 2022 |